# In Another World with My Smartphone
In Another World with My Smartphone ou Dans un autre monde avec mon Smartphone (異世界はスマートフォンとともに。, Isekai wa Sumātofon to tomo ni., litt. « Un autre monde avec un Smartphone. »), abrégé Isesuma (イセスマ), est une série de light novel japonais écrite par Patora Fuyuhara. Publiée à l'origine comme une websérie sur le site Shōsetsuka ni narō, la série a depuis été publiée par l'éditeur Hobby Japan avec des illustrations d'Eiji Usatsuka dans leur collection HJ Novels depuis mai 2015, dont trente et un volumes ont été publiés à ce jour.
La série a été adaptée en manga par Soto ; cette adaptation est prépubliée par le même éditeur dans son magazine de prépublication, le Monthly Comp Ace, depuis le 26 novembre 2016. Produite par Production Reed, une adaptation en série télévisée d'animation est diffusée entre juillet et septembre 2017. Une seconde saison est diffusée entre avril et juin 2023.

## Intrigue
Tōya Mochizuki, âgé de 15 ans, est un jour accidentellement frappé par la foudre et tué par Dieu. En guise d'excuses, Dieu lui permet de renaître dans un monde fantaisiste mais bien différent de son ancien monde avec une seule demande spéciale. Tōya l'utilise afin d'amener son smartphone dans le nouveau monde avec lui. Dieu amplifie également ses performances physiques, mentales et magiques pour s'excuser à nouveau de l'avoir tué. Profitant de sa deuxième vie, Tōya se lie d'amitié avec de nombreuses personnes, toutes différentes, dans ce monde. Il commence à voyager d'un pays à l'autre, et il partage ses différentes connaissances de son ancien monde grâce à son smartphone et aussi ses nombreuses qualités magiques offertes par Dieu… Pour résoudre des conflits politiques ou même des quêtes mineures et pour aider différentes personnes dans le besoin.

## Personnages
Tōya Mochizuki (望月 冬夜, Mochizuki Tōya)
Voix japonaise : Katsumi Fukuhara (ja),,, voix française : Alexis Flamant
Le protagoniste de l'histoire. Celui-ci décède après s'être fait frappé par la foudre de Dieu par mégarde. Pour se faire pardonner, Dieu le ressuscite dans un autre monde en l'autorisant à prendre son smartphone avec lui et en lui accordant une amélioration considérable de ses capacités physiques, mentales et aussi magiques; il maîtrise ainsi tous les attributs magiques : l'eau, le feu, la terre, le vent, la lumière, les ténèbres et le néant. Il va découvrir le nouveau monde dans lequel il est arrivé et apprendre la magie au contact des rencontres, souvent féminines, qu'il fera. Toya utilise très souvent son smartphone qui peut s'imprégner de magie et être modifié grâce à des sorts utilitaires. Il possède également un manteau de fourrure blanc qu'il a acheté. Il permet d'être immunisé contre tout sort d'un attribut que l'on maîtrise, mais l'on est deux fois plus sensible aux attributs que l'on ne maîtrise pas. Dans le cas de Toya, le manteau lui donne une immunité à tous les sorts magiques, puisqu'il possède l'affinité à tous les attributs. Il a également pour familier l'esprit divin de l'Empereur Blanc, un tigre blanc géant qui peut se transformer en petit tigre mignon pour ne pas trop attirer l'attention. Toya le nomme Kohaku. Toya utilise comme arme de départ un katana; celui-ci, cassé durant son combat contre un jeune dragon noir, sera remplacé par une arme de sa création, le pistolet à lame Brunehilde; Toya peut l'utiliser aussi bien comme un sabre que comme une arme à feu. Il gagne comme nouveaux familiers les autres empereurs célestes : l'Empereur Obscur, une tortue verte qu'il nomme Sango et un serpent noir qu'il baptise Kokuyo; l'Empereur des Flammes, un phénix rouge nommé Kogyoku; et l'Empereur Azuré, un dragon bleu à qui il donne le nom de Luli. Toya fonde le Duché de Brunehilde et en devient le grand duc, rendant son pays indépendant de toute influence politique ou religieuse. À sa grande surprise, Dieu avait créé son nouveau corps avec des matériaux du monde des dieux; par conséquent, Toya a pu renaître en tant que dieu de rang inférieur, ce qui le rend tout puissant.
Else Sileska (エルゼ・シルエスカ, Eruze Shiruesuka)
Voix japonaise : Maaya Uchida,,, voix française : Julie Basecqz
La sœur jumelle de Linse, elle peut utiliser la magie sans attributs. De nature fonceuse, elle n'hésite pas à aller au devant de l'action. Elle éprouve rapidement une certaine attirance pour Toya. Sa sœur et elle sont les premières personnes que croise Toya quand il arrive à Belfast. Else possède des gantelets et des jambières qui renforcent sa puissance physique, lui permettant de se battre au corps à corps avec des monstres. Elle est souvent en première ligne avec Toya et Yae. Elle devient par la suite l'une des fiancées de Tōya.
Linse Sileska (リンゼ・シルエスカ, Rinze Shiruesuka)
Voix japonaise : Yui Fukuo (ja),,, voix française : Marie Du Bled
La sœur jumelle d'Else, elle peut utiliser la magie de l'eau, du feu et de la lumière. Contrairement à sa jumelle, elle est plutôt réservée et se met parfois en retrait par manque de confiance en elle. Elle éprouve elle aussi de l'attirance pour Toya. Linse canalise sa magie au travers d'une baguette cristalline.
Yae Kokonoe (九重 八重, Kokonoe Yae)
Voix japonaise : Chinatsu Akasaki,,, voix française : Cathy Boquet
Yae est une épéiste du pays d'Eashen (l'équivalent du Japon dans notre monde). Elle parcourt les routes pour perfectionner ses techniques. Elle rejoint Toya après qu'ils ont réussi à sauver un vieil homme de la mort lors d'une attaque d'hommes-lézards. Admiratrice puis amoureuse de Toya. Yae se bat à l'aide d'un katana.
Yumina Urnea Belfast (ユミナ・エルネア・ベルファスト, Yumina Erunea Berufasuto)
Voix japonaise : Marika Kōno,,, voix française : Sophia Atman
La princesse du royaume de Belfast. Elle tombe sous le charme de Toya après qu'il a soigné son père le Roi d'un empoisonnement. Elle possède des yeux magiques qui lui permettent de juger du caractère profond de n'importe quelle personne. À la suite de la guérison du roi, Yumina demandera à prendre Toya comme fiancé, ce qui sera accepté par le Roi. Yumina est une excellente archère qui maîtrise également les sorts de vent, de terre et de ténèbres. Elle se bat à l'aide d'un arc court et en faisant appels à ses familiers, les loups argentés.
Sushie Urnea Ortlinde (スゥシィ・エルネア・オルトリンデ, Sūshī Erunea Orutorinde)
Voix japonaise : Nanami Yamashita (ja),,, voix française : Helena Coppejans : Saison 01, Marie Braam : Saison 02
La cousine de Yumina et une duchesse du royaume. Toya sauve son majordome de la mort et elle le conduit chez elle pour le récompenser.
Lean (リーン, Rīn)
Voix japonaise : Sumire Uesaka,,, voix française : Sophie Landresse
La Reine des fées du Royaume des Hommes-Bêtes. Elle possède la magie du Néant Program qui lui permet de contrôler dans une certaine mesure des objets inanimés. Elle apprend ce sort à Toya puis décidera de le suivre dans ses aventures. Elle est également celle qui a appris la magie à Charlotte, l'archimage de la cour royale.
Paula (ポーラ, Pōra)
Kohaku (琥珀)
Voix japonaise : Yuki Kaida (ja),,
L'esprit divin de l'Empereur Blanc. C'est un tigre blanc pouvant parler le langage humain et communiquer par télépathie avec Toya. Il a passé un contrat avec ce dernier après avoir été submergé par l'immense pouvoir magique de Toya. Depuis, il le sert aveuglément. Son apparence originelle pouvant être source de problème, il prend souvent une forme de tigre en peluche pour passer inaperçu et moins effrayant.
Dieu (神様, Kamisama)
Voix japonaise : Fumihiko Tachiki, voix française : Robert Guilmard
Le dieu du monde. Un jour, il a fait tomber par mégarde la foudre céleste sur Toya; pour se faire pardonner de l'avoir accidentellement tué, il a ressuscité le jeune homme à l'aide de matériaux divins et lui a offert des capacités physiques et mentales supérieures ainsi que la maîtrise des sept éléments magiques. Il a aussi rendu son smartphone magique. 
Mika (ミカ)
Voix japonaise : Sayuri Hara (ja), voix française : Sophie Frison : Saison 01, Frédérique Massinon : Saison 02
Une serveuse qui travaille à l'auberge "La Lune D'argent ".
Leim (レイム, Reimu)
Voix japonaise : Tomomichi Nishimura, voix française : Robert Guilmard
Le majordome de la famille Ortlinde.
Laim (ライム, Raimu)
Voix japonaise : Tomomichi Nishimura, voix française : Stanny Mannaert
Le majordome de la famille Mochizuki.
Aer (アエル, Aeru)
Voix japonaise : Mayu Yoshioka (ja), voix française : Délphine Chauvier
Elle tient et travaille dans un café nommé "Parent" dans la ville de Reflet
Alfred Urnes Ortlinde (アルフレッド・エルネス・オルトリンデ, Arufureddo Erunesu Orutorinde)
Voix japonaise : Taiten Kusunoki (ja), voix française : Franck Daquin
Le père de Sushie Urnea Ortlinde
Olga (オリガ)
Voix japonaise : Kikuko Inoue, voix française : Marie-Line Landerwijn
Une ambassadrice du Royaume des Hommes-Bêtes. C'est la grande sœur de Alma et l'épouse de Lion
Alma (アルマ, Aruma)
Voix japonaise : Honoka Inoue, voix française : Aaricia Dubois
La petite sœur d'Olga
Charlotte (シャルロッテ, Sharurotte)
Voix japonaise : Yūki Kuwahara (ja), voix française : Délphine Chauvier
L'archimage de la cour Royale. Elle est fascinée par Toya car il est la seule personne qu'elle connaisse à maîtriser tous les éléments.
Lapis (ラピス, Rapisu)
Voix japonaise : Himika Akaneya (ja), voix française : Sophie Frison
Une femme de chambre de la Guilde des Bonnes qui travaillait au manoir de Belfast avant de déménager au duché de Brunhilde.
Cécile (セシル, Seshiru)
Voix japonaise : Madoka Yonezawa, voix française : Letitia Lienart
Une femme de chambre de la Guilde des Bonnes qui travaillait au manoir de Belfast avant de déménager au duché de Brunhilde.
Lion (リオン)
Voix japonaise : Sōma Saitō, voix française : Thibaut Delmotte
Un éminent chevalier de l'ordre des chevaliers du Royaume des Hommes-Bêtes.
Renne (レネ Rene)
Voix japonaise : Aoyama Yoshino , Voix française : Marie Braam : Saison 01, Sophie Frison : Saison 02
Une jeune orpheline qui vivait dans la rue et était bien obligée de voler pour survivre. Elle rencontre Tôya quand celui-ci la sauve d'autres voleurs la poursuivant pour une histoire de territoire. Tôya décide donc de l'aider en l'engageant à son service en tant que maid, lui offrant ainsi un foyer et un salaire pour se nourrir.

## Productions et supports

### Light novel
La série, écrite par Patora Fuyuhara, est initialement publiée sur le site Shōsetsuka ni narō le 8 avril 2013, dont la publication est toujours en cours ; la websérie a été adaptée en light novel avec des illustrations d'Eiji Usatsuka, publiée par la maison d'édition Hobby Japan dans sa collection HJ Novels, dont le premier volume est disponible depuis le 25 mai 2015. La version française est publiée par la maison d'édition Tobikawa Bunko à partie du 14 juillet 2023 sous le titre Dans un autre monde avec mon Smartphone.

#### Liste des volumes
| no                                                                     | Japonais                                                                                      | Japonais          | Japonais                                                                 | Français                                | Français         | Français          |
| no                                                                     | Titre                                                                                         | Date de sortie    | ISBN                                                                     | Titre                                   | Date de sortie   | ISBN              |
| ---------------------------------------------------------------------- | --------------------------------------------------------------------------------------------- | ----------------- | ------------------------------------------------------------------------ | --------------------------------------- | ---------------- | ----------------- |
| 1                                                                      | Sumaho o katate ni honobono i sekai bōken-ki! (スマホを片手にほのぼの異世界冒険記！)          | 22 mai 2015       | 978-4-7986-1018-4                                                        | Dans un autre monde avec mon smartphone | 4 août 2023      | 978-2-38567-000-9 |
| 2                                                                      | Tsuginaru bōken no butai wa kemonohito-tachi no ōkoku! (次なる冒険の舞台は獣人たちの王国！)   | 22 août 2015      | 978-4-7986-1065-8                                                        | Dans un autre monde avec mon smartphone | 4 août 2023      | 978-2-38567-001-6 |
| 3                                                                      | Shinkoku īshen de, yae no kazoku o kyūshutsu seyo! (神国イーシェンで、八重の家族を救出せよ！) | 21 novembre 2015  | 978-4-7986-1117-4                                                        | Dans un autre monde avec mon smartphone | 21 août 2023     | 978-2-38567-002-3 |
| 4                                                                      | Regurusu teikoku no gunji kūdetā o soshi seyo! (レグルス帝国の軍事クーデターを阻止せよ！)     | 20 février 2016   | 978-4-7986-1172-3                                                        | Dans un autre monde avec mon smartphone | 20 novembre 2023 | 978-2-38567-003-0 |
| 5                                                                      | Buryunhirudo-kōkoku kenkoku kinen-sai kaimaku! (ブリュンヒルド公国建国記念祭開幕！)           | 21 mai 2016       | 978-4-7986-1229-4                                                        | Dans un autre monde avec mon smartphone | 20 décembre 2023 | 978-2-38567-004-7 |
| 6                                                                      | Tsugi no monodzukuri wa kyodai robotto!? (次のモノ作りは巨大ロボット!?)                       | 23 août 2016      | 978-4-7986-1279-9                                                        | Dans un autre monde avec mon smartphone | 25 février 2024  | 978-2-38567-005-4 |
| 7                                                                      | Fureizu no dai shinkō kitaru! (フレイズの大侵攻来たる！)                                      | 24 novembre 2016  | 978-4-7986-1329-1                                                        | Dans un autre monde avec mon smartphone | 20 mars 2024     | 978-2-38567-006-1 |
| 8                                                                      | Kenkoku-go-hatsu no fuyu tōrai (建国後初の冬到来)                                             | 23 mars 2017      | 978-4-7986-1415-1                                                        | Dans un autre monde avec mon smartphone | 20 mai 2024      | 978-2-38567-007-8 |
| 9                                                                      | Tsuini hito-gata no Fureizu tōjō! (ついに人型のフレイズ登場！)                                | 22 juin 2017      | 978-4-0406-9231-9                                                        |                                         |                  |                   |
| 10                                                                     | Ano hakase okoshite hontoni iino…? (あの博士起こしてほんとにいいの…？)                        | 22 septembre 2017 | 978-4-7986-1532-5                                                        |                                         |                  |                   |
| 11                                                                     | Kishi dan'in saiyō shiken kaishi! (騎士団員採用試験開始！)                                    | 22 décembre 2017  | 978-4-7986-1597-4                                                        |                                         |                  |                   |
| 12                                                                     | Shin sekai-hen totsunyū! (新世界編突入！)                                                     | 22 mars 2018      | 978-4-7986-1651-3                                                        |                                         |                  |                   |
| 13                                                                     | Kyōgi-sai kaimaku! (競技祭開幕！)                                                             | 22 juin 2018      | 978-4-7986-1713-8                                                        |                                         |                  |                   |
| 14                                                                     | Fureizu no ō, shutsugen. (フレイズの王、出現。)                                               | 22 septembre 2018 | 978-4-7986-1773-2                                                        |                                         |                  |                   |
| 15                                                                     | Goremu tai Fureizu no ōkibo-sen boppatsu! (ゴレム対フレイズの大規模戦勃発！)                  | 22 décembre 2018  | 978-4-7986-1825-8                                                        |                                         |                  |                   |
| 16                                                                     | Ura sekai ni honkaku san'nyū! (裏世界に本格参入！)                                            | 22 mars 2019,     | 978-4-7986-1888-3 (édition standard) 978-4-7986-1872-2 (édition limitée) |                                         |                  |                   |
| EXTRA : Au Japon, l'édition limitée de ce volume comporte un drama CD. |                                                                                               |                   |                                                                          |                                         |                  |                   |
| 17                                                                     | Goremu o tsukatta sen'yō-ki tōjō!? (ゴレムを使った専用機登場!?)                               | 22 juin 2019      | 978-4-7986-1948-4                                                        |                                         |                  |                   |
| 18                                                                     | Tsuini futatsu no sekai ga yūgō suru!! (ついに二つの世界が融合する!!)                         | 22 juin 2019      | 978-4-7986-2004-6                                                        |                                         |                  |                   |
| 19                                                                     | VS. Jashin, kessen! (VS.邪神、決戦！)                                                         | 21 décembre 2019, | 978-4-7986-2089-3 (édition standard) 978-4-7986-2077-0 (édition limitée) |                                         |                  |                   |
| EXTRA : Au Japon, l'édition limitée de ce volume comporte un drama CD. |                                                                                               |                   |                                                                          |                                         |                  |                   |
| 20                                                                     | Kekkon junbi ni zenryoku! (結婚準備に全力！)                                                  | 21 mars 2020      | 978-4-7986-2152-4                                                        |                                         |                  |                   |
| 21                                                                     | Kekkon shiki ni chikyū kankō! (結婚式に地球観光！)                                            | 22 juin 2020      | 978-4-7986-2237-8                                                        |                                         |                  |                   |
| 22                                                                     | Mirai kara musume ga shūrai!? (未来から娘が襲来!?)                                            | 22 octobre 2020   | 978-4-7986-2325-2                                                        |                                         |                  |                   |
| 23                                                                     | Zokuzoku yattekuru musume ni, Papa wa Akusenkutō!? (続々やってくる娘に、パパは悪戦苦闘!?)     | 19 février 2021   | 978-4-7986-2420-4                                                        |                                         |                  |                   |
| 24                                                                     | “Hakobune” o motomete aratana bōken e! (『方舟』を求めて新たな冒険へ！)                       | 19 juin 2021      | 978-4-7986-2513-3                                                        |                                         |                  |                   |
| 25                                                                     | Tsuini 6 hitome no kodomo ga gōryū……!? (遂に6人目の子供が合流……!?)                            | 19 novembre 2021  | 978-4-7986-2668-0                                                        |                                         |                  |                   |
| 26                                                                     | Kodomo no tamenara doko made mo! (子供のためならどこまでも！)                                 | 19 avril 2022,    | 978-4-7986-2812-7 (édition standard) 978-4-7986-2704-5 (édition limitée) |                                         |                  |                   |
| EXTRA : Au Japon, l'édition limitée de ce volume comporte un drama CD. |                                                                                               |                   |                                                                          |                                         |                  |                   |
| 27                                                                     | Saigo no musume, tsuini gōryū!? (最後の娘、ついに合流!?)                                      | 19 octobre 2022   | 978-4-7986-2928-5                                                        |                                         |                  |                   |
| 28                                                                     | Yome-tachi no Pinchi ni kodomo-tachi dai katsuyaku!? (嫁たちのピンチに子供たち大活躍!?)       | 19 avril 2023     | 978-4-7986-3164-6                                                        |                                         |                  |                   |
| 29                                                                     | Fureizu no ō shutsugen!? (フレイズの王出現!?)                                                 | 19 octobre 2023   | 978-4-7986-3273-5                                                        |                                         |                  |                   |
| 30                                                                     | Mōhitotsu no “Kin no Ōkan”!? (もう一つの『金の王冠』!?)                                       | 17 mai 2024       | 978-4-7986-3540-8 (édition standard) 978-4-7986-3527-9 (édition limitée) |                                         |                  |                   |
| EXTRA : Au Japon, l'édition limitée de ce volume comporte un drama CD. |                                                                                               |                   |                                                                          |                                         |                  |                   |
| 31                                                                     | Gorudo no Toki o Koeta Negai to wa ――. (ゴルドの時を超えた願いとは――。)                       | 19 mai 2025       | 978-4-7986-3697-9 (édition standard) 978-4-7986-3853-9 (édition limitée) |                                         |                  |                   |
| EXTRA : Au Japon, l'édition limitée de ce volume comporte un drama CD. |                                                                                               |                   |                                                                          |                                         |                  |                   |

### Manga
Une adaptation manga des light novel par Soto est prépubliée dans le magazine de prépublication de seinen manga Monthly Comp Ace de Kadokawa Shoten depuis le 26 novembre 2016. Le manga a été compilé en dix-sept volumes tankōbon depuis juillet 2025.

#### Liste des tomes
| no | Japonais         | Japonais          |
| no | Date de sortie   | ISBN              |
| -- | ---------------- | ----------------- |
| 1  | 24 juin 2017     | 978-4-0410-5769-8 |
| 2  | 24 juillet 2017  | 978-4-0410-6100-8 |
| 3  | 26 février 2018  | 978-4-0410-6547-1 |
| 4  | 25 mai 2018      | 978-4-0410-7165-6 |
| 5  | 24 novembre 2018 | 978-4-0410-7719-1 |
| 6  | 24 mai 2019      | 978-4-0410-8228-7 |
| 7  | 23 janvier 2020  | 978-4-0410-9034-3 |
| 8  | 26 mai 2020      | 978-4-04-109440-2 |
| 9  | 25 novembre 2020 | 978-4-04-109441-9 |
| 10 | 26 mai 2021      | 978-4-04-111351-6 |
| 11 | 25 décembre 2021 | 978-4-04-112012-5 |
| 12 | 26 juillet 2022  | 978-4-04-112698-1 |
| 13 | 25 mars 2023     | 978-4-04-112699-8 |
| 14 | 26 octobre 2023  | 978-4-04-114354-4 |
| 15 | 25 juillet 2024  | 978-4-04-115212-6 |
| 16 | 25 décembre 2024 | 978-4-04-115839-5 |
| 17 | 25 juillet 2025  | 978-4-04-116475-4 |

### Anime
Une adaptation en série télévisée anime a été annoncé le 21 mars 2017 via le compte Twitter et le site officiel créés pour l'occasion,,,. L'anime est produit par le studio Production Reed, dans lequel Takeyuki Yanase est chargé de la réalisation de la série, tandis que Natsuko Takahashi s'occupe du scénario. Les chara-designs sont quant à eux confiés à Toshihide Masudate, Masahiro Sekiguchi et Miyako Nishida qui sont également crédités comme étant les directeurs responsables d'animation. La société EXIT TUNES est responsable de la production musicale,,. La série est diffusée pour la première fois au Japon entre le 11 juillet et le 26 septembre 2017 sur AT-X et un peu plus tard sur BS11 et Tokyo MX,,; Crunchyroll détient les droits de diffusion en simulcast de la série dans le monde entier, excepté en Asie,. Une version doublée en français de la série sera également disponible sur Crunchyroll à partir du 15 janvier 2019.
Le groupe d'idoles AŌP interprète l'opening de la série intitulé Another World tandis que l'ending, intitulé Junjō Emotional (純情エモーショナル, litt. « Innocence émotionnelle »), est interprété par les personnages féminins de la série: Else, Linse, Yae, Yumina, Sushie, et Lean ; respectivement doublées par Maaya Uchida, Yui Fukuo, Chinatsu Akasaki, Marika Kōno, Nanami Yamashita et Sumire Uesaka,,,.
Une seconde saison est annoncée le 15 avril 2022. Sa diffusion commence le 3 avril 2023 et s'achève le 19 juin 2023.

#### Liste des épisodes

##### Saison 1
| No | Titre français                            | Titre japonais                       | Titre japonais                          | Date de 1re diffusion |
| No | Titre français                            | Kanji                                | Rōmaji                                  | Date de 1re diffusion |
| --- | ----------------------------------------- | ------------------------------------ | --------------------------------------- | --------------------- |
| 1 | Réveil et autre monde                     | 目覚め、そして異世界                 | Mezame, soshite isekai                  | 11 juillet 2017       |
| Dieu présente ses excuses à Toya Mochizuki pour l'avoir tué accidentellement avec la foudre et propose de le ressusciter dans le nouveau monde. Toya accepte à condition qu'il puisse apporter un smartphone qui peut toujours se connecter à Internet sur Terre et être rechargé avec de la magie. Dieu renforce également l'endurance, les réflexes et les capacités de mémoire de Toya. Dans le nouveau monde, Toya sauve les sœurs jumelles Else et Linse Sileska de plusieurs voyous qu'il vainc facilement. Ensuite, le trio forme un groupe prenant des quêtes payantes, les Sileska enseignant à Toya comment lire la langue du monde et utiliser la magie. Contrairement à la plupart des magiciens qui ne peuvent en utiliser qu'un ou deux, et certains comme Linze qui peuvent en utiliser trois, Toya devient capable d'utiliser tous les types de magie, ce qui le rend extrêmement puissant. Plus tard, Toya arrive dans un café où il aide le propriétaire à trouver une recette pour faire de délicieuses glaces. |                                           |                                      |                                         |                       |
| 2 | Premier voyage et samouraï                | 初旅、そしてサムライ。               | Hatsu tabi, soshite samurai             | 18 juillet 2017       |
| Toya et les Sileska aident une samouraï nommée Yae Kokonoe à combattre plusieurs voyous et l'invitent à rejoindre leur groupe, tandis que Toya continue d'apprendre autant de sorts magiques que possible, y compris la magie du néant qui a une variété d'utilisations. Alors qu'ils se dirigeaient vers la capitale royale pour remettre une lettre, le groupe surprend une embuscade tendue par des hommes lézards convoqués par un magicien noir ayant l'intention d'attaquer une voiture royale. Après avoir neutralisé le magicien, Toya entre dans la voiture royale où il lance un sort de guérison du néant, sauvant un majordome nommé Leim de la mort. Dame Sushie "Sue" Urnea Ortlinde, qui était également dans la voiture, remercie Toya d'avoir sauvé Leim et ensemble, le groupe se dirige vers la capitale royale où Sue amène Toya à son père, le duc Alfred Ortlinde. Le duc remercie Toya d'avoir protégé sa fille, mais révèle que la duchesse Ellen Ortlinde, la mère de Sue et la femme du duc, a été aveuglée par une maladie et demande un sort de guérison assez puissant pour guérir la cécité de la duchesse. Toya accepte et jette un sort de guérison du néant sur la duchesse, guérissant sa cécité. Le duc donne à Toya 40 pièces de platine (d'une valeur d'environ 40 millions de yens) en guise de gratitude pour avoir sauvé sa famille ainsi que 4 médailles royales, qui représentent Toya, Yae et les Silheska désormais sous la protection du duc. Après avoir remis la lettre, Yae accepte de rejoindre le groupe.                                          |                                           |                                      |                                         |                       |
| 3 | Table de shôgi et ruines souterraines     | 将棋盤、そして地下遺跡。             | Shōgi ban, soshite chika iseki          | 25 juillet 2017       |
| Toya découvre des races demi-humaines dans la capitale royale, telles que des elfes et des hommes-bêtes, et aide une renarde perdue nommée Alma à retrouver sa sœur aînée, Olga. Alors que Toya et les filles font du shopping, Toya achète un manteau de magicien qui protège les magiciens contre la magie qu'ils peuvent utiliser mais les rend plus faibles contre la magie qu'ils ne peuvent pas utiliser. Plus tard, Toya lance un sort d'artisanat transformant un rondin de bois en une table de Shogi à la demande d'un bûcheron, que Toya apporte au duc et lui apprend à jouer. Le lendemain, Toya et les filles acceptent une quête pour détruire un Dullahan près des ruines de l'ancienne capitale. Après la défaite du Dullahan, Toya utilise un sort de localisation et trouve un objet de valeur magique caché dans un donjon secret. L'objet s'avère plus tard être la source d'énergie d'une bête de verre artificielle qui peut réparer tout dommage qui lui est causé, mais le groupe parvient à vaincre la bête après que Toya a extrait la source d'énergie. Le groupe retourne dans la capitale royale où ils racontent au duc ce qui s'est réellement passé, et le duc soupçonne que la bête est peut-être la raison pour laquelle l'ancienne capitale a été abandonnée et demande à Toya de l'aider dans une enquête le lendemain. Plus tard, Toya a été contacté par le duc, qui révèle que son frère, le roi de Belfast, a été empoisonné. |                                           |                                      |                                         |                       |
| 4 | Fiançailles et pression                   | 婚約、そして押し掛け。               | Konyaku, soshite oshikake.              | 1er août 2017         |
| En route vers la capitale royale, le duc s'inquiète et dit à Toya que la fille aînée du roi, la princesse Yumina Urnea Belfast, peut succéder à son trône s'il meurt. Toya et le duc arrivent à la capitale où Toya lance un sort de guérison, guérissant le poison du roi. Yumina commence rapidement à tomber amoureuse de Toya. Balsa, un comte travaillant pour la capitale, affirme que l'empoisonneur est l'ambassadeur de la capitale, qui se révèle plus tard être Olga, et a été accusée d'avoir envoyé du vin empoisonné au roi. Après avoir utilisé un sort de recherche pour vérifier qu'aucun poison n'a été détecté dans le vin, Toya décide de reconstituer le banquet au cours duquel le roi a été empoisonné, et après avoir demandé à Balsa de boire dans le verre du roi, détermine que Balsa a déposé le poison dans le verre du roi et encadre Olga en affirmant qu'elle a envoyé au roi du vin en bouteille empoisonné. Avec Olga acquittée et Balsa arrêté, le roi accepte de laisser Yumina se lancer dans un engagement de 2 ans avec Toya, espérant que cela donnerait à Yumina le temps de gagner son cœur et à Toya le temps de décider d'épouser Yumina. Après la visite royale, Yumina rejoint le groupe et enseigne à Toya comment invoquer une bête magique, au cours de laquelle Toya invoque un puissant tigre spirituel appelé l'empereur blanc, avec qui il conclut un pacte; et il renomme la bête divine Kohaku. |                                           |                                      |                                         |                       |
| 5 | Château des slimes et nouvelles fonctions | スライムキャッスル、そして新機能。   | Suraimu kyassuru, soshite shin kinō.    | 8 août 2017           |
| Toya accepte une quête pour se rendre dans un château abandonné pour enquêter sur les recherches d'un magicien décédé sur les slimes, mais les filles hésitent à aider Toya en raison de leur inquiétude que les slimes dissolvent les vêtements. Au château, le groupe rencontre de nombreux slimes et découvre que le magicien avait créé un slime capable de se transformer en modèles de belles filles. Après que Toya ait sauvé les filles des slimes, elles décident de brûler le château, détruisant les recherches du magicien. Plus tard, Toya aide Yae à ramener une fille perdue à sa mère en activant un sort de recherche sur son smartphone. À son tour, Yae demande à Toya de localiser son frère aîné, qui est en sécurité dans un dojo, à la grande joie de Yae. Pendant ce temps, Toya aide Linse à apprendre un nouveau sort de bombe à eau. Il fait ensuite du shopping avec Else, et achète une robe qu'elle admire. Alors que les filles demandent à Toya de leur faire la même chose, Yumina reçoit une lettre de la capitale royale, offrant un titre de noblesse à Toya, en remerciement d'avoir trouvé le coupable de l'empoisonnement du roi. |                                           |                                      |                                         |                       |
| 6 | Déménagement et dragons                   | 引っ越し、そしてドラゴン。           | Hikkoshi, soshite doragon.              | 15 août 2017          |
| Après que Toya ait décliné l'offre d'adoubement, le roi décide de laisser Toya et Yumina prendre possession d'un grand manoir à la place. À la surprise d'Else, Linse et Yae, Toya veut qu'elles y vivent également; il explique qu'il les voit comme une famille, ce qui implique accidentellement qu'il veut aussi les épouser. Yumina se trompe également de mots, réussissant à calmer les filles et à accepter l'offre. Plus tard, Sue et le duc arrivent au manoir, où le duc demande à Toya de faire un voyage au royaume de Mismede à la suite de leur alliance. Toya remarque qu'un chevalier nommé Sir Lyon a le béguin pour Olga, et l'aide plus tard à choisir un cadeau qu'Olga aime à la demande d'Alma. Plus tard dans la nuit, une ville voisine a été attaquée par un dragon noir, que Toya et les filles ont vaincu plus tard. Un dragon rouge apparaît et s'excuse auprès du groupe de ne pas être arrivé à temps pour arrêter le dragon noir. Kohaku dit au dragon de laisser l'empereur azuré (vraisemblablement le roi des dragons) maintenir un meilleur contrôle des dragons. Le lendemain, Toya s'endort et se retrouve plus tard sur les genoux de Yumina. Cette dernière défie et bat les filles dans un jeu de pierre-papier-ciseaux sur la chance de faire dormir Toya sur elles. |                                           |                                      |                                         |                       |
| 7 | Pays des hommes-bêtes et surveillance     | 獣人の国、そして監視者。             | Shishi jin no kuni, soshite kanshi sha. | 22 août 2017          |
| Le groupe de Toya arrive dans la capitale de Mismede et assiste à une audience avec le roi. Pendant l'audience, le roi demande à Toya de se battre en duel avec lui. Pendant le duel, le roi révèle sa propre magie du néant, "Accel", qui lui donne une vitesse accrue, que Toya apprend à utiliser, et en combinant à la fois "Accel" et "Boost", le bat. Cette nuit-là, Toya a une rencontre avec une fée nommée Lean, âgée de plus de 600 ans, qui lui enseigne ensuite le sort "Programme", qui infuse des objets avec des propriétés magiques prédéterminées. Après que Toya ait démontré sa propre compétence "Programme", Lean, impressionnée par les compétences de Toya, propose de lui apprendre plus de magie, mais il refuse. Le lendemain, Toya, accompagné de Linse et Yumina, achète des matériaux pour créer un pistolet-sabre, en utilisant "Programme" pour lui insuffler des fonctionnalités de rechargement automatique et d'extension de lame. Les deux filles lui demandent de créer des armes à feu pour elles, ce qu'il fait. Sur le chemin du retour, Toya se rend compte qu'il est suivi et se sépare brièvement de Linse et Yumina pour affronter leurs harceleurs, qui se révèlent être des espions envoyés par le roi pour surveiller et protéger Yumina. Ce sont aussi eux qui les ont secrètement aidés contre le dragon. À leur demande, Toya promet de garder le secret pour les autres, tandis que Lean décide qu'elle n'abandonne pas Toya si facilement. Plus tard dans la nuit, Toya ouvre un portail vers Belfast, permettant aux deux rois de se rencontrer. |                                           |                                      |                                         |                       |
| 8 | Vie quotidienne et Eashen                 | 日々の暮らし、それでイーゼンへ。     | Hibi no kurashi, sorede Īzen e.         | 29 août 2017          |
| Après son retour de Mismede, Toya utilise ses pouvoirs pour se créer un vélo, mais lorsque les filles et le duc Alfred s'y intéressent, il finit par en faire assez pour qu'ils puissent tous rouler. Quelque temps plus tard, Toya se rend en ville pour acheter des fournitures lorsqu'il trouve une petite fille battue pour vol. Après avoir chassé les agresseurs, Toya invite la jeune fille à travailler comme maid dans son manoir, et elle accepte, promettant qu'elle ne volera plus. Plus tard, Lean apparaît au manoir et demande l'aide de Toya, car elle a besoin de lui pour ouvrir un portail vers la patrie de Yae, Eashen, pour qu'elle puisse s'y rendre. Cependant, Toya ne peut pas ouvrir les portails d'endroits qu'il n'a pas encore vus, et Lean lui enseigne un autre sort qui lui permet d'accéder aux souvenirs de Yae d'Eashen, lui permettant d'ouvrir un portail là-bas. Yae voyage ensuite avec Toya et les autres dans son pays natal. |                                           |                                      |                                         |                       |
| 9 | Oedo et cristal d'immortalité             | オエド、そして不死の宝玉。           | Oedo, soshite fushi no hōgyoku.         | 5 septembre 2017      |
| Utilisant Recall et Gate pour se rendre à Eashen, Toya et son groupe arrivent et se rendent à la maison de Yae où on leur a dit que son père et son frère se battaient dans une guerre. En utilisant les capacités de Toya, ils trouvent rapidement les deux samouraïs et Toya aide en battant les soldats masqués morts-vivants Oni. Après avoir été remercié par Tokugawa, Tsubaki sort de l'ombre et demande de l'aide pour sauver les Takeda car Kansuke avait trahi Shingen; Toya est d'accord, avec Lean qui suit. Après leur arrivée, ils libèrent 3 autres généraux et sauvent Shingen qui était sous le contrôle de l'œil de Kansuke, qui est volé avec Apports et brisé, ce qui conduit à la mort de Kansuke. Après avoir aidé le clan Takeda, Baba aide Toya en utilisant Recall et Gate pour laisser Toya se rendre sur une île près des ruines antiques que Lean recherchait. |                                           |                                      |                                         |                       |
| 10 | Mer et vacances                           | 海、そしてバカンス。                 | Umi, soshite bakansu.                   | 12 septembre 2017     |
| Après avoir utilisé Gate pour se rendre sur une île à proximité des ruines antiques, Toya invite ses amis pour une journée de baignade à la plage. Pendant ce temps, Toya essaie de plonger vers les ruines antiques, mais c'est trop loin sans qu'il ne se noie dans le processus. Kohaku aide alors Toya à invoquer l'empereur obscur, qui est composé d'un serpent et d'une tortue. Ils deviennent liés à Toya, qui les nomme Sango (tortue) et Kokuyo (serpent). Ils aident Toya à atteindre les ruines antiques où ils sont bientôt accueillis par une maid dans le jardin de Babylone. |                                           |                                      |                                         |                       |
| 11 | Culotte et jardins aériens                | ぱんつ、そして空中庭園。             | Pantsu, soshite kūchū teien             | 19 septembre 2017     |
| Après avoir rencontré Francesca, la servante artificielle du jardin de Babylone, Toya est nommé nouveau propriétaire du jardin. Plus tard, il utilise Gate pour amener les autres, et en voyant Francesca, les filles deviennent méfiantes envers Toya et jalouses. Yumina emmène ensuite les filles en promenade pour discuter du même sujet qu'elle a abordé le premier jour où le groupe a emménagé dans le manoir de Toya : que les filles aiment Toya autant qu'elle et qu'elles deviennent également ses épouses; ce à quoi elles sont toutes nerveuses à l'idée d'accepter. Plus tard, Francesca embrasse Toya (simplement pour prélever son ADN à travers sa salive), choquant les filles. Cependant, les actions de Francesca poussent Linse à trouver le courage d'avouer ses vrais sentiments pour Toya, en lui disant qu'elle l'aime, puis Linse embrasse également Toya devant tout le monde, choquant encore plus les filles. |                                           |                                      |                                         |                       |
| 12 | Décision, et toujours avec mon smartphone | 決断、そしてスマートフォンとともに。 | Ketsudan, soshite sumātofon totomoni.   | 26 septembre 2017     |
| Toya et son groupe reviennent au manoir avec Francesca. Ensuite, Yumina aide Linse à devenir l'une des épouses de Toya. Le lendemain matin, Yae et Else deviennent également les épouses de Toya. Avec cela, Toya se rend au jardin où il parle à Regina Babylon, le professeur qui a créé Babylone. Après cela, Toya cherche de l'aide pour ses intérêts amoureux avec Dieu et la déesse de l'amour. Toya retourne ensuite au manoir et dit à ses épouses qu'il n'est pas prêt à toutes les épouser, car il ne pense pas encore être capable de les rendre toutes heureuses, ce que les filles finissent par comprendre. Lean parle avec Francesca, qui l'informe que le Dr Babylon prévoyait que Toya aurait neuf femmes; bien qu'elle omette que Lean elle-même en sera une. Dans une scène post-crédit, Toya est montré marchant dans la ville avant de tomber sur un inconnu nommé Ende. |                                           |                                      |                                         |                       |

##### Saison 2
| No | Titre français                                      | Titre japonais                           | Titre japonais                            | Date de 1re diffusion |
| No | Titre français                                      | Kanji                                    | Rōmaji                                    | Date de 1re diffusion |
| --- | --------------------------------------------------- | ---------------------------------------- | ----------------------------------------- | --------------------- |
| 1 | Alliances et sources chaudes                        | さびれたサバイバーとワークショップ       | Konyaku yubiwa, soshite onsen.            | 3 avril 2023          |
| Après avoir vaincu les géants de Mithril, Toya et Yumina sont promus par la guilde des aventuriers. Lean souhaite rechercher d'autres réseaux de téléportation Babylone. Cependant, Toya est incertain mais promet d'aider si Lean localise l'un d'entre eux. Dieu convoque Toya pour le surveiller et la déesse de l'amour insiste sur le fait qu'il a déjà donné des bagues de fiançailles à ses quatre fiancés, il doit intensifier la romance. Les fiancées craignent que les gens ne profitent de la gentillesse de Toya à l'avenir. Toya emmène Yae pour remplacer son sabre cassé par un sabre en mithril et accepte quand Yae lui demande de lui tenir la main. Le roi de Belfast est ravi des fiançailles de Yumina, mais la reine craint que cela n'expose Toya à des rivaux jaloux et conseille à Toya d'augmenter ses exploits. Toya se rend compte qu'épouser Yumina pourrait le rendre roi un jour, ce qui le met mal à l'aise. Toya aide l'auberge de la Lune d'Argent à attirer plus de clients en leur construisant un bain de source chaude. Dans le bain, les fiancées partagent leurs raisons de tomber amoureuses de Toya. Cesca tente de rejoindre Toya dans la section des hommes du bain, mais déclenche un sort de paralysie que Toya a installé pour empêcher de jeter un coup d'œil. Lean annonce qu'elle a déjà trouvé la prochaine île de Babylone. |                                                     |                                          |                                           |                       |
| 2 | Les naufrages du désert et l’atelier                | 婚約指輪、そして温泉。                   | Sabireta sabaibā to wākushoppu.           | 10 avril 2023         |
| Tout le monde se rend au royaume de Sandora dans le désert et repère une autre bête de verre, maintenant connue sous le nom de Phrase, pourchassant un groupe de personnes. Toya rencontre à nouveau Ende qui bat le Phrase. Ende révèle que la barrière protégeant le monde contre les Phrases s'affaiblit, permettant aux Phrases de rechercher leur roi. Ende se téléporte. Le groupe est composé d'aventuriers dirigés par Rebecca, escortant des esclaves en fuite vers la sécurité; alors Yumina leur offre un sanctuaire à Belfast. Toya révèle qu'Ende était un étranger qu'il a aidé à rejoindre la guilde des aventuriers. Cesca révèle que Regina a créé un robot pilotable comme arme anti-Phrase, stocké sur une île de Babylone dans un cintre de véhicule. Fouillant la Ruine, Toya est téléporté à l'Atelier de Babylone et rencontre High Rosetta, qui lui propose l'atelier s'il devine la couleur de ses sous-vêtements. Exaspéré, Toya utilise la magie pour voir sous sa robe et découvre que sa culotte est complètement transparente. Rosetta l'embrasse, enregistre son ADN et lui montre que l'atelier est un outil ultime qui peut créer n'importe quel objet, alors Toya crée un pistolet-sabre amélioré à partir de mithril. Toya envoie l'île de l'atelier à Belfast pour la fusionner avec l'île du jardin. À la demande de Rebecca, Toya accueille les esclaves jusqu'à ce qu'ils trouvent un emploi. |                                                     |                                          |                                           |                       |
| 3 | Collection de livres et café-bibliothèque           | 本収集、そして読書喫茶。                 | Hon shūshū, soshite dokusho kissa.        | 17 avril 2023         |
| Toya crée des emplois pour les esclaves en ouvrant la bibliothèque/café Tsukuyomi et en les employant. Will, l'un des plus jeunes aventuriers du groupe de Rebecca, révèle à Toya un autre sort du néant, Gravity. La secrétaire de la guilde, Prim, lui demande de stocker une série de livres particulière chez Tsukuyomi. Yumina s'inquiète, car la série est une série érotique Yaoi écrite anonymement par son amie proche, Reliel, la princesse de l'empire de Refreese. Décidant que ce serait bon pour les affaires, Toya est d'accord, mais il est inondé de demandes de livres similaires de la part de ses clientes. En visitant Refreese pour les livres, il rencontre une étrange fille obsédée par Yaoi qui, désirant l'un des livres qu'il a déjà achetés, propose d'échanger son autographe, révélant accidentellement qu'elle est Reliel incognito. Toya copie le livre pour elle en utilisant l'atelier pendant qu'elle renoue avec Yumina. Will a le béguin pour l'une des anciennes esclaves et souhaite pouvoir la protéger, alors Toya l'envoie s'entraîner avec les chevaliers royaux. En visitant la lune d'argent avec Elze, Toya récupère une jolie tenue qu'il a conçue pour elle et qu'elle adore. Reliel écrit un nouveau livre sur un magicien bisexuel basé de manière flagrante sur Toya, qui promet une bonne punition s'il revoit Reliel. |                                                     |                                          |                                           |                       |
| 4 | Troubles dans la capitale et princesse impériale    | 本収集、そして読書喫茶。                 | Hon shūshū, soshite dokusho kissa.        | 24 avril 2023         |
| Toya visite l'empire de Leguls pour plus de livres et découvre que la guerre civile a éclaté alors que le général Bazor se rebelle contre l'empereur Zephyrus. Toya sauve la princesse Lucia et son garde du corps Carol. Bazor a l'intention d'envahir Belfast, Mismede et Refreese avec deux artefacts qui lui permettent d'invoquer un démon résistant aux dégâts magiques et physiques. Toya se téléporte avec Zephyrus, Lucia et Carol mais ne trouve pas le frère de Lucia, le prince Lux. Yumina, sentant que Lucia a le béguin pour Toya, l'invite à une conversation privée. Le père de Yumina annonce que la Reine est enceinte, et si c'est un garçon, il hériterait du trône à la place de Toya, ce que le Roi avait voulu en offrant à ce dernier la main de Yumina en mariage. Rosetta révèle que les deux artefacts auraient dû se trouver dans le hangar. En utilisant la fonction de recherche de son téléphone, Toya localise Lux. Il vainc la résistance physique du démon en le frappant sur la tête avec son épée, enchantée par le sort Gravity pour peser des centaines de tonnes. Il vainc ensuite la résistance magique de Bazor en l'exposant à des slimes boueux émettant une telle puanteur que Bazor s'évanouit. Zephyrus reprend son trône; mais Toya est incapable de faire la fête avec ses fiancées, qui sont repoussées par la puanteur collée à ses vêtements. |                                                     |                                          |                                           |                       |
| 5 | Cinquième fiancée et nouveau royaume                | 五人目、そして新国家樹立。               | Go ninme, soshite shin kokka juritsu.     | 1er mai 2023          |
| Contre les objections habituelles de Toya, ses fiancés, Tristwin et Zephyrus, le récompensent en l'engageant auprès de Lucia pour assurer la paix entre Belfast et Leguls. Ils accordent également à Toya des terres à la frontière des deux royaumes pour gouverner son propre (très petit) royaume, le duché de Brunhilde, libre de toute ingérence d'autres royaumes. En utilisant l'atelier et les matières premières d'un château abandonné, Rosetta construit un château à Brunhilde selon les spécifications de Toya et des fiancés en seulement trois jours. Lean obtient délibérément un poste d'ambassadrice de Mismede et emménage également dans le château. L'empereur Rig de l'empire de Refreese est le premier à entamer des relations diplomatiques avec Brunhilde et Toya évite de peu l'engagement avec Reliel qui, heureusement, est déjà fiancée. Alors qu'il se prépare à accueillir l'inauguration du château, Toya reçoit la visite de Tsubaki qui révèle que le clan Takeda s'est effondré en raison de la corruption du nouveau seigneur; alors elle et tout son clan souhaitent servir Toya en tant que premiers citoyens de Brunhilde. Avec l'aide de Kosaka, Toya commence à construire une ville et un réseau de marchands. La fête est un succès avec des rois de toutes les nations présents. Pendant le feu d'artifice, Toya offre à Lucia sa propre bague de fiançailles avant de lui tenir la main en regardant le feu d'artifice. |                                                     |                                          |                                           |                       |
| 6 | Bâtiment d'alchimie et retrouvailles inattendues    | 『錬金棟』、そして思わぬ再会。           | “Nekintō”, soshite omowanu saikai.        | 8 mai 2023            |
| Toya et les filles localisent un autre cercle de téléportation qui envoie Toya sur l'île du bâtiment d'alchimie avec sa gardienne, Bell Flora. Flora accepte Toya après lui avoir fait tâtonner ses seins. Toya apprend que le bâtiment d'alchimie est une installation médicale avancée que le professeur Regina utilisait pour créer des stimulants sexuels. Toya découvre un sort du néant qui lui permet de voler. La déesse de l'amour informe Toya qu'il est temps de rencontrer les parents de Yae, Else et Linse. Le père de Yae demande un duel avec Toya, mais quand Yae propose de se battre en duel avec son père à la place, il accepte leur mariage. La tante et l'oncle d'Elze et Linze acceptent leur mariage sans problème. Ende apparaît et révèle que les Phrases recherchent le noyau de puissance de leur roi, qui se trouve quelque part à l'intérieur d'un humain aléatoire. Ende recherche également le noyau et prétend qu'il n'est qu'un voyageur dans une aventure de 5000 ans. Toya demande à Francesca de produire en masse les Frame Gears, mais l'Atelier n'a pas les matériaux. Ayant besoin de matériaux et des autres îles rapidement, Kohaku suggère de passer un contrat avec l'Empereur des Flammes, un Phénix et la Reine des Oiseaux. En la convoquant, elle accepte facilement un contrat et s'appelle Kogyoku. Avec son pouvoir sur les oiseaux, Kogyoku envoie tous les oiseaux du monde à la recherche des cercles de téléportation encore manquants. |                                                     |                                          |                                           |                       |
| 7 | Le hangar et les Frame Gears                        | 『格納庫』、そしてフレームギア。         | “Kakunōko”, soshite furēmu gia.           | 15 mai 2023           |
| Les oiseaux localisent un autre cercle de téléportation. En atteignant l'île, Toya rencontre Fredmonica qui enregistre Toya comme propriétaire du hangar et des mechas anti-Phrase Frame-Gears. Malheureusement, les robots fonctionnent avec de l'éther liquide, qui ne peut être fabriqué que par le laboratoire, encore manquant. Flora propose de faire une version inférieure, mais cela nécessite une pierre de sort rare de plus de douze pouces de long, dont il n'y en a que six dans le monde entier. Heureusement, il y en a une à Brunhilde, donc Flora promet d'avoir le carburant prêt dans un mois. Toya et les fiancées s'entraînent dans des Frame-Units, des machines de réalité virtuelle qui simulent le pilotage d'un Frame-Gear. Sue demande brusquement à être la prochaine fiancée de Toya alors qu'elle subit des pressions pour épouser le prince Zabune du royaume de Linhea, un homme de 30 ans soupçonné de pédophilie. Les fiancées consentent à ce que Sue épouse Toya pour sa protection. Toya apprend que l'oncle maternel de Zabune, Wardack, est le Premier ministre de Linhea et dissimule fréquemment les crimes de Zabune. Zabune a également un demi-frère beaucoup plus gentil, fils de la concubine du roi. Le père de Sue, le duc Ortlinde, informe l'émissaire diplomatique de Linhea que Sue épousera Toya. En entendant cela, l'émissaire révèle qu'il est Cloud, le frère de Zabune, et supplie Toya d'utiliser la magie de téléportation pour sauver sa mère emprisonnée. |                                                     |                                          |                                           |                       |
| 8 | Les deux princes et la petite fiancée               | 人の王子、そして小さな婚約者。           | Ninin no oji, soshite chīsana konyakusha. | 22 mai 2023           |
| Cloud révèle que Wardack est le véritable pouvoir de Linhea, contrôlant même le roi, et qu'il a emprisonné la mère de Cloud pour s'assurer que Zabune hérite du trône. Le duc Ortlinde convoque les dirigeants de tous les royaumes occidentaux pour discuter de retirer Wardack et Zabune du pouvoir et d'installer Cloud à leur place, bien qu'à la fin, ils laissent tout à Toya, exaspéré. À l'aide d'un sort d'invisibilité, Toya s'infiltre dans Linhea et confirme que Zabune est un salaud qui garde des esclaves et que Wardack prévoit de déclencher une guerre avec le royaume de Palouf pour faire tuer Cloud et asservir Sue après son mariage avec Zabune. Toya sauve rapidement une esclave que Zabune a récemment acquise et enlève son collier. Wardack tente de faire tuer l'esclave pour avoir tenté de s'échapper en écrasant le collier, ignorant qu'il n'est plus autour de son cou. Toya sauve ensuite la mère de Cloud, Erya, et la téléporte en lieu sûr, avec Koupe, l'ancien Premier ministre de Linhea, en qui Cloud a confiance. Toya enregistre alors Wardack avouant qu'il est en fait le vrai père de Zabune, ayant séduit la méchante mère de Zabune, la reine Dacia, et prévoyant d'assassiner Cloud et le roi pour les remplacer en tant que nouvelle famille royale. Toya révèle tout au roi de Linhea en utilisant la fonction de projection de son smartphone, qui déclare immédiatement Cloud son unique héritier et se retire pour être avec Erya. En tant que roi, Cloud fait condamner à mort Wardack, Dacia et Zabune, puis les vend secrètement à un marchand d'esclaves étranger. Koupe est réintégré en tant que Premier ministre et bannit tous les nobles qui ont soutenu Wardack. Cloud rejoint Toya dans l'Alliance des nations occidentales. Sue est heureuse d'avoir épousé Toya. |                                                     |                                          |                                           |                       |
| 9 | Rendez-vous et princesse chevaleresse               | 休日デートと女騎士                       | Kyūjitsu dēto to on'na kishi              | 29 mai 2023           |
| Toya assiste au mariage d'Olga et de Lyon, lui faisant réaliser qu'il devra bientôt assister à ses six mariages. Yumina demande à Toya d'emmener tout le monde à des rendez-vous, car il est souvent occupé et les néglige pendant de longues périodes. Toya les emmène faire du shopping et au théâtre, avec un court arrêt pour arrêter des bandits. De retour à la maison, ils se rendent compte qu'ils ont oublié d'inclure Sue, qui exige son propre rendez-vous seule avec Toya. Il l'emmène visiter Brunhilde où ses citoyens s'installent avec bonheur. Flora complète l'Ether liquide permettant aux Frame Gears de s'activer. À la suggestion de Toya, Rosetta utilise du cristal de Phrases morts pour fabriquer des armes qui, comme les Phrases eux-mêmes, deviennent plus fortes au fur et à mesure qu'on y insuffle du mana. Rosetta demande de l'orichalque pour construire plus de Frame Gears, alors Toya chasse un golem d'orichalque, bien qu'en survolant le royaume de Lestia, il le voie attaqué par de nombreux Phrases. Après les avoir détruits avec son épée de cristal, il rencontre la princesse chevaleresse de Lestia, Hildegarde, et lui donne impulsivement plusieurs épées de cristal pour promouvoir les relations diplomatiques et pour qu'elle puisse avoir une chance contre les Phrases. Après avoir finalement chassé son golem, Toya découvre une fille dans les bois, à laquelle il manque une main et une jambe à la suite d'une attaque vicieuse. |                                                     |                                          |                                           |                       |
| 10 | Amnésie et yeux magiques pétrifiants                | 記憶喪失、そして石化の魔眼。             | Kioku sōshitsu, soshite ishika no mame.   | 6 juin 2023           |
| Flora restaure les membres manquants de la fille que Toya a trouvée avec le laboratoire d'alchimie mais rapporte qu'elle est amnésique. Toya la nomme temporairement Sakura pour ses cheveux roses. Sakura s'avère être une excellente chanteuse; alors Toya lui montre le piano, espérant que la musique lui rafraîchira la mémoire, mais Sakura reste amnésique. La guilde envoie Toya après un Catoblepas, un monstre qui peut transformer les gens en pierre. Treize aventuriers se sont déjà transformés en pierre, alors Toya accepte, espérant qu'un sort de guérison pourra sauver les aventuriers. Ses fiancées, à l'exception de Lean et Sue, insistent pour le rejoindre afin qu'il remplace leurs armes normales par les remplacements de cristal de Phrase. Le Catoblepas est vaincu sans faire de victimes, à l'exception de Lucia qui est lapidée jusqu'à la taille. Elle récupère grâce à un sort de guérison mais lorsque la pierre s'effondre, elle déchire ses vêtements, la laissant sans culotte. Un deuxième Catoblepas apparaît, mais heureusement, il est tué sans que Toya ne voie Lucia exposée. Malheureusement, lorsque Toya guérit naïvement trop vite les treize aventuriers, il se retrouve avec treize hommes et femmes totalement nus. Toya offre un Frame Gear à chaque royaume en cadeau. Hildegarde espère revoir Toya. Son grand-père, Galen, réputé pour avoir été aussi fort que Toya dans sa jeunesse, s'intéresse à Toya ainsi qu'à sa technologie de pointe. |                                                     |                                          |                                           |                       |
| 11 | Sœur d’un autre monde et premier amour étincelant   | 異世界の姉、そして初恋キラキラ。         | Isekai no ane, soshite hatsukoi kirakira. | 12 juin 2023          |
| Toya supervise la construction de son Frame Gear personnel, Night-Baron. La déesse de l'amour apparaît en personne, prétendant être la sœur de Toya, Karen, afin qu'elle puisse s'amuser à observer ses relations en personne. Pas tout à fait par hasard, Hildegarde rend visite à Toya, avec Galen. Galen est impressionné par les intentions de Toya de partager les Frame Gears entre les royaumes; alors il décide de convaincre son fils, l'actuel roi de Lestia, de rejoindre l'Alliance des nations occidentales. Hildegarde est clairement déçue que Toya ait déjà six fiancées, mais après quelques ingérences de la déesse de l'amour, demande à devenir sa septième fiancée. Galen n'est pas convaincu et exige un duel, pas avec Toya mais avec sa petite-fille, pour prouver sa détermination. Hildegarde est acceptée au Conseil des épouses mais craint de ne pas pouvoir vaincre son grand-père, bien que les fiancées soient certaines que Toya a un plan. Toya le fait en effet : sachant que Galen est un lubrique, il le distrait pendant le duel avec une projection holographique d'une femme en bikini. Hildegarde gagne, mais les fiancées exigent de savoir pourquoi Toya a des photos de bikini. Hildegarde est curieuse des parents de Toya que personne n'a rencontrés (ignorant qu'il n'est pas de ce monde), bien que Karen leur assure que Toya leur dira quand il sera prêt. Elle ravit ensuite les fiancées avec les histoires d'enfance embarrassantes de Toya et empêche Kohaku d'alerter son maître. |                                                     |                                          |                                           |                       |
| 12 | Naissance du prince et toujours avec mon smartphone | 王子誕生、そしてスマートフォンとともに。 | Oji tanjō, soshite sumātofon totomo ni.   | 19 juin 2023          |
| Kogyoku localise les îles du Rempart et de la Tour, et les gardiennes Preliora et Pamela Noel. La Tour est le centre des îles et fonctionne comme un générateur de magie, tandis que le Rempart peut générer un bouclier magique. Liora laisse entendre que le professeur Babylon a prévu l'avenir de Toya. La reine Yuel donne naissance à un garçon, remplaçant Toya en tant que futur roi de Belfast. Toya nomme le garçon Yamato. Le bébé fait comprendre aux fiancées qu'elles auront probablement des enfants dans quelques années. Les gardiennes confirment que le professeur avait prévu que les neuf épouses de Toya auraient au moins un enfant chacune, ce qui correspond aux neuf îles de Babylone. Toya est déconcerté qu'il n'ait même pas encore rencontré ses deux prochaines épouses. Les fiancées décident de le punir pour avoir tenté de le cacher comme une liaison extraconjugale et le condamnent à embrasser chacune d'elles. Lors de la fête pour célébrer la naissance de Yamato, le groupe regarde depuis le balcon du château. Yumina embrasse impulsivement Toya tôt, obligeant Linse et Sue à l'embrasser aussi. Lucia s'enfuit, embarrassée, et Hildegarde s'évanouit. Yae l'embrasse mais panique et le bat. Else l'embrasse également, panique et le bat. Ensuite, ils continuent à regarder les feux d'artifice. Les gardiennes localisent la gemme de clairvoyance du futur du professeur et découvrent que les deux dernières épouses seront Lean et Sakura. |                                                     |                                          |                                           |                       |

## Accueil
La série connaît une grande popularité sur le site Shōsetsuka ni narō, ayant été visionnée plus de 100 millions de fois au total en date de mars 2017.

### Sources
1. 1 2 3 4 5 6 7 8 9 10  (en) « In Another World With My Smartphone Anime Reveals Cast, Theme Song Artists, July 11 Debut (Updated) », sur Anime News Network, 23 mai 2017 (consulté le 17 juin 2017).
2. 1 2 3 4 5 6 7 8 9 10  (ja) « 『異世界はスマートフォンとともに。』メインキャラの声優が公開！　福原かつみさん、内田真礼さん、福緒唯さんほか、7名が発表に », sur Animate Times,‎ 23 mai 2017 (consulté le 17 juin 2017).
3. 1 2 3 4 5 6 7 8 9 10  (en) « Trailer Reveals Cast for "Isekai wa Smartphone to Tomoni." TV Anime », sur Crunchyroll, 23 mai 2017 (consulté le 17 juin 2017).
4. 1 2 3 4 5 6 7 8 9 10 11 12 13 14 15 16 17 18 19  (en) « In Another World With My Smartphone Anime (TV) », sur Anime News Network (consulté le 31 décembre 2018).
5. 1 2 3 4 5 6 7 8 9 10 11 12  (en) « In Another World With My Smartphone Anime Reveals Additional Cast, Visuals », sur Anime News Network, 7 juillet 2017 (consulté le 8 juillet 2017).
6. ↑  (ja) Patora Fuyuhara, « 異世界はスマートフォンとともに。 », sur Shōsetsuka ni narō (consulté le 17 juin 2017).
7. ↑  monoii, « Le light novel Dans un autre monde avec mon smartphone à paraître en numérique chez Tobikawa Bunko », sur nautiljon.com, 6 juillet 2023 (consulté le 6 juillet 2023).
8. ↑  (ja) « 異世界はスマートフォンとともに。 », sur Hobby Japan (consulté le 17 juin 2017).
9. ↑  (ja) 冬原パトラ (@winterpatora), « ■『異世界はスマートフォンとともに。』第16巻、通常版・特装版、本日発売です。 », sur Twitter,‎ 22 mars 2019 (consulté le 7 avril 2019).
10. ↑  (en) « 『異世界はスマートフォンとともに。』ドラマCD第2弾の発売が決定　新規キャスティングのヒロインも登場へ », sur ln-news.com,‎ 23 septembre 2019 (consulté le 16 octobre 2019).
11. ↑  (ja) « 「異世界はスマートフォンとともに。」コンプエース新連載、なのは付録も », sur natalie.mu,‎ 26 novembre 2016 (consulté le 17 juin 2017).
12. ↑  (ja) « 【7月25日付】本日発売の単行本リスト », sur natalie.mu,‎ 25 juillet 2025 (consulté le 25 juillet 2025).
13. 1 2 3  (en) « Harem Light Novel "Isekai wa Smartphone to Tomoni." Gets TV Anime Adaptation This Summer », sur Crunchyroll, 21 mars 2017 (consulté le 17 juin 2017).
14. 1 2  (en) « In Another World With My Smartphone Light Novels Get Summer TV Anime », sur Anime News Network, 21 mars 2017 (consulté le 17 juin 2017).
15. 1 2  « Le roman In Another World With My Smartphone adapté en anime », sur adala-news, 21 mars 2017 (consulté le 17 juin 2017).
16. ↑  (ja) アニメ 異世界はスマートフォンとともに。 (@isesumaofficial), « 「異世界はスマートフォンとともに。」アニメ », sur Twitter,‎ 21 mars 2017 (consulté le 31 janvier 2018).
17. ↑  « ANNONCE : In Another World With My Smartphone en simulcast sur Crunchyroll », sur Crunchyroll, 11 juillet 2017 (consulté le 11 juillet 2017).
18. ↑  (en) « Crunchyroll to Stream New Game!! Season 2, In Another World With My Smartphone Anime », sur Anime News Network, 11 juillet 2017 (consulté le 11 juillet 2017).
19. ↑  GoToon, « De nouvelles VF bientôt sur Crunchyroll : Plus besoin de lire les sous-titres ! », sur Crunchyroll, 6 décembre 2018 (consulté le 6 décembre 2018).
20. ↑  (ja) « OP & ED », sur Twitter, 23 mai 2017 (consulté le 17 juin 2017).
21. ↑  (en) Crystalyn Hodgkins, « In Another World With My Smartphone Anime Gets 2nd Season », sur Anime News Network, 15 avril 2022 (consulté le 15 avril 2022).
22. ↑  Crystalyn Hodgkins, « L'anime In Another World With My Smartphone sortira le 3 avril », sur Anime News Network, 17 février 2023 (consulté le 18 février 2023).

### Œuvres
Édition japonaise
Light novel
1. 1 2  (ja) « 異世界はスマートフォンとともに。１ », sur Hobby Japan (consulté le 15 avril 2022).
2. 1 2  (ja) « 異世界はスマートフォンとともに。２ », sur Hobby Japan (consulté le 15 avril 2022).
3. 1 2  (ja) « 異世界はスマートフォンとともに。３ », sur Hobby Japan (consulté le 15 avril 2022).
4. 1 2  (ja) « 異世界はスマートフォンとともに。４ », sur Hobby Japan (consulté le 15 avril 2022).
5. 1 2  (ja) « 異世界はスマートフォンとともに。５ », sur Hobby Japan (consulté le 15 avril 2022).
6. 1 2  (ja) « 異世界はスマートフォンとともに。6 », sur Hobby Japan (consulté le 15 avril 2022).
7. 1 2  (ja) « 異世界はスマートフォンとともに。7 », sur Hobby Japan (consulté le 15 avril 2022).
8. 1 2  (ja) « 異世界はスマートフォンとともに。8 », sur Hobby Japan (consulté le 15 avril 2022).
9. 1 2  (ja) « 異世界はスマートフォンとともに。 9 », sur Hobby Japan (consulté le 15 avril 2022).
10. 1 2  (ja) « 異世界はスマートフォンとともに。 10 », sur Hobby Japan (consulté le 15 avril 2022).
11. 1 2  (ja) « 異世界はスマートフォンとともに。 11 », sur Hobby Japan (consulté le 15 avril 2022).
12. 1 2  (ja) « 異世界はスマートフォンとともに。 12 », sur Hobby Japan (consulté le 15 avril 2022).
13. 1 2  (ja) « 異世界はスマートフォンとともに。 13 », sur Hobby Japan (consulté le 15 avril 2022).
14. 1 2  (ja) « 異世界はスマートフォンとともに。 14 », sur Hobby Japan (consulté le 15 avril 2022).
15. 1 2  (ja) « 異世界はスマートフォンとともに。 15 », sur Hobby Japan (consulté le 15 avril 2022).
16. 1 2  (ja) « 異世界はスマートフォンとともに。 16 », sur Hobby Japan (consulté le 15 avril 2022).
17. 1 2  (ja) « 異世界はスマートフォンとともに。 16ドラマCD付き特装版 », sur Hobby Japan (consulté le 15 avril 2022).
18. 1 2  (ja) « 異世界はスマートフォンとともに。 17 », sur Hobby Japan (consulté le 15 avril 2022).
19. 1 2  (ja) « 異世界はスマートフォンとともに。 18 », sur Hobby Japan (consulté le 15 avril 2022).
20. 1 2  (ja) « 異世界はスマートフォンとともに。 19 », sur Hobby Japan (consulté le 15 avril 2022).
21. 1 2  (ja) « 異世界はスマートフォンとともに。 19ドラマCD付特装版 », sur Hobby Japan (consulté le 15 avril 2022).
22. 1 2  (ja) « 異世界はスマートフォンとともに。 20 », sur Hobby Japan (consulté le 15 avril 2022).
23. 1 2  (ja) « 異世界はスマートフォンとともに。 21 », sur Hobby Japan (consulté le 15 avril 2022).
24. 1 2  (ja) « 異世界はスマートフォンとともに。 22 », sur Hobby Japan (consulté le 15 avril 2022).
25. 1 2  (ja) « 異世界はスマートフォンとともに。 23 », sur Hobby Japan (consulté le 15 avril 2022).
26. 1 2  (ja) « 異世界はスマートフォンとともに。 24 », sur Hobby Japan (consulté le 15 avril 2022).
27. 1 2  (ja) « 異世界はスマートフォンとともに。 25 », sur Hobby Japan (consulté le 15 avril 2022).
28. 1 2  (ja) « 異世界はスマートフォンとともに。 26 », sur Hobby Japan (consulté le 15 avril 2022).
29. 1 2  (ja) « 異世界はスマートフォンとともに。　26ドラマCD付き特装版 », sur Hobby Japan (consulté le 15 avril 2022).
30. 1 2  (ja) « 異世界はスマートフォンとともに。 27 », sur Hobby Japan (consulté le 21 octobre 2022).
31. 1 2  (ja) « 異世界はスマートフォンとともに。 28 », sur Hobby Japan (consulté le 1er mai 2023).
32. 1 2  (ja) « 異世界はスマートフォンとともに。 29 », sur Hobby Japan (consulté le 30 octobre 2023).
33. 1 2  (ja) « 異世界はスマートフォンとともに。 30 », sur Hobby Japan (consulté le 13 juin 2024).
34. ↑  (ja) « 異世界はスマートフォンとともに。　30ドラマＣＤ付き特装版 », sur Hobby Japan (consulté le 13 juin 2024).
35. 1 2  (ja) « 異世界はスマートフォンとともに。 31 », sur Hobby Japan (consulté le 11 mai 2025).
36. ↑  (ja) « 異世界はスマートフォンとともに。　31ドラマCD付き特装版 », sur Hobby Japan (consulté le 11 mai 2025).

Manga
1. 1 2  (ja) « 異世界はスマートフォンとともに。　（１） », sur Kadokawa (consulté le 17 juin 2017).
2. 1 2  (ja) « 異世界はスマートフォンとともに。　（２） », sur Kadokawa (consulté le 17 juin 2017).
3. 1 2  (ja) « 異世界はスマートフォンとともに。　（３） », sur Kadokawa (consulté le 31 janvier 2018).
4. 1 2  (ja) « 異世界はスマートフォンとともに。　（４） », sur Kadokawa (consulté le 31 janvier 2018).
5. 1 2  (ja) « 異世界はスマートフォンとともに。　（５） », sur Kadokawa (consulté le 8 décembre 2018).
6. 1 2  (ja) « 異世界はスマートフォンとともに。　（６） », sur Kadokawa (consulté le 7 avril 2019).
7. 1 2  (ja) « 異世界はスマートフォンとともに。　（７） », sur Kadokawa (consulté le 27 février 2020).
8. 1 2  (ja) « 異世界はスマートフォンとともに。　（8） », sur Kadokawa (consulté le 19 mai 2020).
9. 1 2  (ja) « 異世界はスマートフォンとともに。　（9） », sur Kadokawa (consulté le 23 octobre 2020).
10. 1 2  (ja) « 異世界はスマートフォンとともに。　（10） », sur Kadokawa (consulté le 11 mai 2021).
11. 1 2  (ja) « 異世界はスマートフォンとともに。　（11） », sur Kadokawa (consulté le 11 novembre 2021).
12. 1 2  (ja) « 異世界はスマートフォンとともに。　（12） », sur Kadokawa (consulté le 9 septembre 2022).
13. 1 2  (ja) « 異世界はスマートフォンとともに。　（13） », sur Kadokawa (consulté le 4 avril 2023).
14. 1 2  (ja) « 異世界はスマートフォンとともに。　（14） », sur Kadokawa (consulté le 1er octobre 2023).
15. 1 2  (ja) « 異世界はスマートフォンとともに。　（15） », sur Kadokawa (consulté le 9 août 2024).
16. 1 2  (ja) « 異世界はスマートフォンとともに。　（16） », sur Kadokawa (consulté le 21 novembre 2024).
17. 1 2  (ja) « 異世界はスマートフォンとともに。　（17） », sur Kadokawa (consulté le 6 juin 2025).